# Wereldkampioenschap schaatsen allround vrouwen 1962
Het drieëntwintigste Wereldkampioenschap schaatsen allround voor vrouwen werd op 17 en 18 februari 1962 verreden op de ijsbaan van Imatra, Finland.
Er deed een recordaantal van eenendertig deelneemsters uit, ook een record, twaalf landen mee. Uit Finland (2), de DDR (1), Frankrijk (1), Hongarije (1), Noorwegen (2), Polen (5), de Sovjet-Unie (5), Zweden (4), China (4), Japan (2), Mongolië (2) en de Verenigde Staten (2). Tien rijdsters debuteerden deze editie.
Ook dit kampioenschap werd over de kleine vierkamp, respectievelijk de 500m, 1500m, 1000m en 3000m, verreden.
Inga Voronina-Artamonova veroverde voor de derde keer de titel, en was daarmee de derde vrouw die dit presteerde, nadat Laila Schou Nilsen ('35, '37 en '38) en Maria Isakova ('48, '49 en '50) haar hierin voorgingen. Haar landgenoten Lidia Skoblikova en Albina Toezova werden tweede en derde.
Elwira Seroczynska behaalde op de 500m de eerste gouden (afstands)medaille voor Polen, nadat Helena Pilajczyk op het WK van 1960 al zilver behaalde. Elsa Einarsson behaalde de eerste zilveren afstandsmedaille voor Zweden, alleen Maj-Britt Almer had op het WK van 1951 drie bronzen medailles voor Zweden gewonnen.
Helga Haase-Obschernitzki behaalde met haar zesde WK deelname de eerste afstandsmedailles (2× brons) voor Oost-Duitsland. Kaneko Takahashi wist voor het eerst sinds het WK van 1936 weer een afstandsmedaille voor Japan te winnen.

## Afstandsmedailles
| Afstand | Goud ·                   | Zilver ·         | Brons ·                                  |
| ------- | ------------------------ | ---------------- | ---------------------------------------- |
| 500m    | Elwira Seroczynska       | Elsa Einarsson   | Helga Haase-Obschernitzki                |
| 1500m   | Inga Voronina-Artamonova | Lidia Skoblikova | Kaneko Takahashi                         |
| 1000m   | Inga Voronina-Artamonova | Jeva Ivanova     | Helga Haase-Obschernitzki Albina Toezova |
| 3000m   | Inga Voronina-Artamonova | Lidia Skoblikova | Albina Toezova                           |

## Klassement
| Rang   | Schaatsster                          | Land                           | Punten  | 500m      | 1500m       | 1000m       | 3000m       |
| ------ | ------------------------------------ | ------------------------------ | ------- | --------- | ----------- | ----------- | ----------- |
| Goud   | Inga Voronina-Artamonova             | Sovjet-Unie                    | 204,683 | 48,6 (9)  | 2.32,2 (1)  | 1.41,6 (1)  | 5.27,3 (1)  |
| Zilver | Lidia Skoblikova                     | Sovjet-Unie                    | 206,183 | 48,2 (5)  | 2.34,5 (2)  | 1.42,9 (5)  | 5.30,2 (2)  |
| Brons  | Albina Toezova                       | Sovjet-Unie                    | 208,334 | 48,3 (6)  | 2.38,6 (9)  | 1.42,6 (3)  | 5.35,2 (3)  |
| 4      | Liu Fengrong                         | China                          | 208,650 | 48,3 (6)  | 2.36,6 (5)  | 1.44,3 (8)  | 5.36,0 (4)  |
| 5      | Helga Haase-Obschernitzki            | Duitse Democratische Republiek | 208,767 | 47,9 (3)  | 2.38,7 (10) | 1.42,6 (3)  | 5.40,0 (6)  |
| 6      | Jeva Ivanova                         | Sovjet-Unie                    | 209,500 | 48,4 (8)  | 2.36,3 (4)  | 1.42,1 (2)  | 5.47,7 (11) |
| 7      | Christina Scherling                  | Zweden                         | 210,616 | 48,9 (10) | 2.37,9 (7)  | 1.44,7 (9)  | 5.40,4 (7)  |
| 8      | Aria Gulite                          | Sovjet-Unie                    | 210,717 | 49,6 (12) | 2.36,9 (6)  | 1.43,1 (6)  | 5.43,6 (8)  |
| 9      | Elwira Seroczynska                   | Polen                          | 210,850 | 47,6 (1)  | 2.38,1 (8)  | 1.43,4 (7)  | 5.53,1 (14) |
| 10     | Jeanne Ashworth                      | Verenigde Staten               | 211,800 | 48,0 (4)  | 2.40,7 (15) | 1.45,3 (12) | 5.45,5 (10) |
| 11     | Kaneko Takahashi                     | Japan                          | 211,933 | 51,0 (19) | 2.35,8 (3)  | 1.45,7 (13) | 5.36,9 (5)  |
| 12     | Elsa Einarsson                       | Zweden                         | 212,033 | 47,8 (2)  | 2.39,7 (14) | 1.44,8 (10) | 5.51,6 (13) |
| 13     | Fumie Hama                           | Japan                          | 213,184 | 49,6 (12) | 2.39,2 (11) | 1.45,0 (11) | 5.48,1 (12) |
| 14     | Kaija Mustonen                       | Finland                        | 214,533 | 50,2 (14) | 2.39,6 (13) | 1.47,6 (18) | 5.44,0 (9)  |
| 15     | Yang Yunxiang                        | China                          | 217,433 | 50,9 (17) | 2.39,4 (12) | 1.45,8 (14) | 6.03,0 (16) |
| 16     | Randi Nilsen                         | Noorwegen                      | 218,600 | 50,5 (15) | 2.40,9 (16) | 1.50,4 (22) | 5.55,6 (15) |
| NC17   | Helena Pilejczyk                     | Polen                          | 156,800 | 49,4 (11) | 2.43,5 (19) | 1.45,8 (14) | -           |
| NC18   | Sun Hongxia                          | China                          | 158,650 | 51,4 (24) | 2.42,0 (18) | 1.46,5 (17) | -           |
| NC19   | Françoise Lucas                      | Frankrijk                      | 159,417 | 50,7 (16) | 2.47,0 (26) | 1.46,1 (16) | -           |
| NC20   | Inger Eriksson                       | Zweden                         | 160,717 | 50,9 (17) | 2.47,0 (26) | 1.48,3 (20) | -           |
| NC21   | Tsedenjavyn Lhamjav                  | Mongolië                       | 160,800 | 51,7 (25) | 2.45,0 (21) | 1.48,2 (19) | -           |
| NC22   | Jin Meiyu                            | China                          | 160,883 | 51,0 (19) | 2.41,8 (17) | 1.51,9 (26) | -           |
| NC23   | Kornelia Ihász                       | Hongarije                      | 161,683 | 51,7 (25) | 2.46,0 (24) | 1.49,3 (21) | -           |
| NC24   | Tove Jacobsen                        | Noorwegen                      | 162,367 | 51,1 (21) | 2.44,6 (20) | 1.52,8 (27) | -           |
| NC25   | Berit Larsson                        | Zweden                         | 162,417 | 51,3 (22) | 2.46,1 (25) | 1.51,5 (25) | -           |
| NC26   | Renata Schmidt-Baudouin de Courtenay | Polen                          | 162,733 | 51,8 (27) | 2.45,7 (23) | 1.51,4 (24) | -           |
| NC27   | Adelhejda Mroske                     | Polen                          | 164,467 | 52,1 (28) | 2.50,9 (28) | 1.50,8 (23) | -           |
| NC28   | Maila Ankkuri                        | Finland                        | 168,617 | 51,3 (22) | 2.45,2 (22) | 2.04,5 (31) | -           |
| NC29   | Barbara Frackiewicz                  | Polen                          | 169,717 | 54,3 (31) | 2.53,6 (29) | 1.54,7 (28) | -           |
| NC30   | Mendbayryn Naratsetseg               | Mongolië                       | 170,800 | 53,9 (30) | 2.57,0 (30) | 1.55,8 (29) | -           |
| NC31   | Carol Johnson                        | Verenigde Staten               | 170,850 | 52,6 (29) | 3.00,6 (31) | 1.56,1 (30) | -           |

* = met val
NC = niet gekwalificeerd
NF = niet gefinisht
NS = niet gestart
DQ = gediskwalificeerd
Vet gezet = kampioenschapsrecord